# ویلبر اف. سندرز
ویلبر اف. سندرز (به انگلیسی: Wilbur Fisk Sanders) سناتور سابق عضو حزب جمهوری‌خواه ایالات متحده آمریکا بود. وی در سال ۱۸۹۰ تا ۱۸۹۳ میلادی سناتور ایالت مونتانا در سنای ایالات متحده آمریکا بود.